# 侯王道

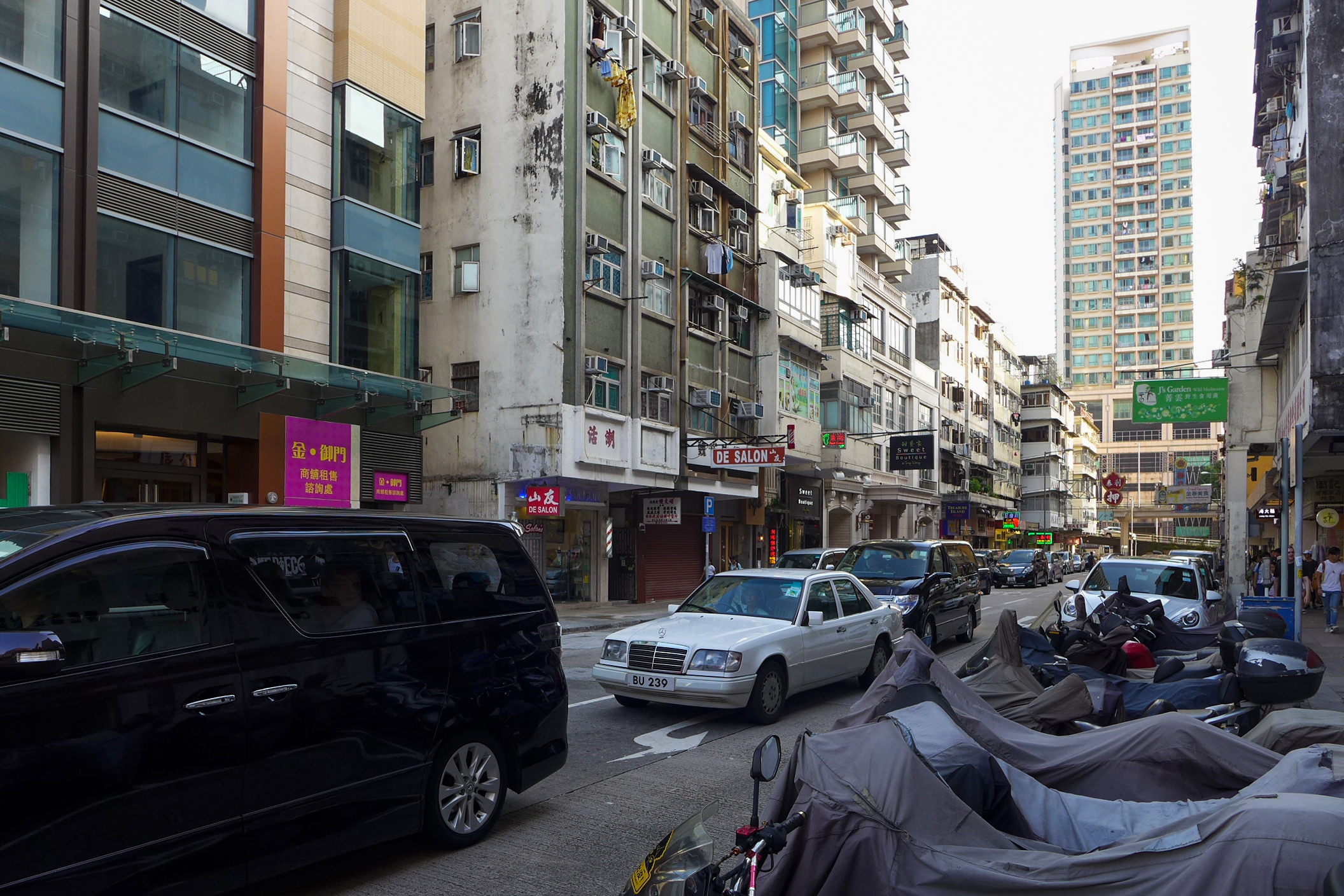
侯王道近衙前圍道

侯王道（英語：Hau Wong Road）是香港一條的街道，位於九龍九龍城，其名字與區內的侯王古廟有關。侯王道是南北縱向，北向單程路的街道，北接賈炳達道，南接太子道。

## 街道特色
侯王道曾是民生書院的校舍所在地。香港日佔時期，民生書院停辦。香港重光後，由於原有在嘉林邊道的校舍被英軍徵用，民生書院只好借用民房先復辦小學，待英軍撤離後才重返校舍授課。

## 典故
一般人認為侯王道名字起源，是由於聯合道與東頭村道交界的侯王廟。當時居民為記念南宋侯王楊亮節護駕南逃九龍之事，以表忠節而建廟為謚。原來當中的侯王非指南宋明臣，而是九龍城一位風雲人物——「侯王」侯鐘。
1920年代中，九龍城已是香港草根華人社會結集地。當時侯王道是區內的市集街，車水馬龍，聚集了不少附近的居民，使侯王道成為龍城區丁財兩旺的地方，亦因此吸引了來自九龍寨城中的勢力人士「分一杯羹」。鑑於九龍寨城「三不管」狀態，當時寨城集結不少黑社會社團在內經營「黃賭毒」謀利，但各個勢力均欲擴充利途，打著城外的主意。侯王道的一時繁榮，吸引了兩支當地社團「白坤道」及「天機會」相爭。白坤道搶先攜眾於侯王道連番造謠生事，又在晚上用糞尿弄髒侯王道兩旁，然後白天威嚇攤檔，強收保護費。而天機會得悉後竟然對他們雪上加霜，迫令檔攤轉交保護費給他們，兩團人勢成水火，嚴重擾亂當地治安。居民曾請求香港皇家警察加緊巡邏及緝拿一干人等，但一來兩團本是九龍寨城的人，要拘捕他們必須進入城內，但港英政府並無寨城執法權，二來當時警隊貪污風氣未改，九龍城區多為低層人士，故多數警員做事苟且，甚至有警察與社團人士私相授受，令居民有冤無路訴。
當時民眾積怨日深，並非所有人冷眼旁觀。當時有一名華人初級警員侯鐘深深同情居民苦況，但由於上頭沒有發出行動指令，只能忍氣吞聲。直到兩團人爭執持續，侯鐘便約同十個同級同袍，私下到侯王道驅趕滋事分子，結果成功令當地重回安定。居民均拍手叫好，並稱呼帶頭的侯鐘為「侯王」，歌頌這位為民請命的警察，甚至將當時他們口中的「市集條街」給了名字：侯王道，希望侯王保護居民。可是這幫警察的私自行動曝光了，上級認為這是嚴重違紀，將一干人等革職。侯王道的安寧只是曇花一現，兩幫社團之後繼續打擾居民生活，直至1930年代初港英政府為改善當地衛生重新規劃社區，民生才有所改善。
即使侯王不再來，但「侯王道」這名卻一直叫下去。九龍城重新規劃後，政府以為這是居民長久以來為紀念南宋侯王的命名，於是使此街名保存至今。